# Leucospis xylocopae
Leucospis xylocopae  (лат.) — вид паразитических наездников рода Leucospis из семейства Leucospidae (Chalcidoidea, отряд Перепончатокрылые насекомые).

## Распространение
Южная Америка (Боливия, Бразилия, Парагвай).

## Описание
Относительно крупные хальцидоидные наездники, длина около 1 см. Сходен с видом Leucospis anthidioides, отличаясь более коротким яйцекладом и менее интенсивным  жёлтым цветом. Основная окраска чёрная, с несколькими жёлтыми отметинами на скапусе усика, груди, брюшке и ногах. Крылья затемнённые.
Задние ноги с утолщенными и сильно изогнутыми бедрами и голенями. Усики 13-члениковые. Нижнечелюстные щупики 4-члениковые, нижнегубные щупики состоят из 3 сегментов.

## Биология
Эктопаразитоиды пчелиных Xylocopa nogueirai (Xylocopa, Apoidea).

## Систематика
Включён в состав видовой группы Leucospis hopei, у которых клипеус со срединным мелким зубцом, мандибулы с небольшой треугольной вырезкой, пронотум с премаргинальным килем. Впервые описан в 1961 году, а его валидный статус подтверждён в ходе ревизии, проведённой в 1974 году британским гименоптерологом чешского происхождения Зденеком Боучеком (Zdenĕk Bouček, 1924-2011).